# Cobra Starship
Cobra Starship was een band uit New York, opgericht door Gabe Saporta. De band bestaat uit Gabe Saporta (zanger), Ryland Blackinton (gitarist), Alex Suarez (bassist), Victoria Asher (keytarist) en Nate Novarro (drummer). De band heeft tot nu toe drie albums uitgebracht: While the City Sleeps, We Rule the Streets uit 2006, ¡Viva La Cobra! uit 2007 en Hot Mess uit 2009. Het nummer Bring It van hun debuutalbum werd gebruikt voor de soundtrack van de film Snakes on a Plane. De band ging in 2015 uit elkaar.

## Discografie

### Albums

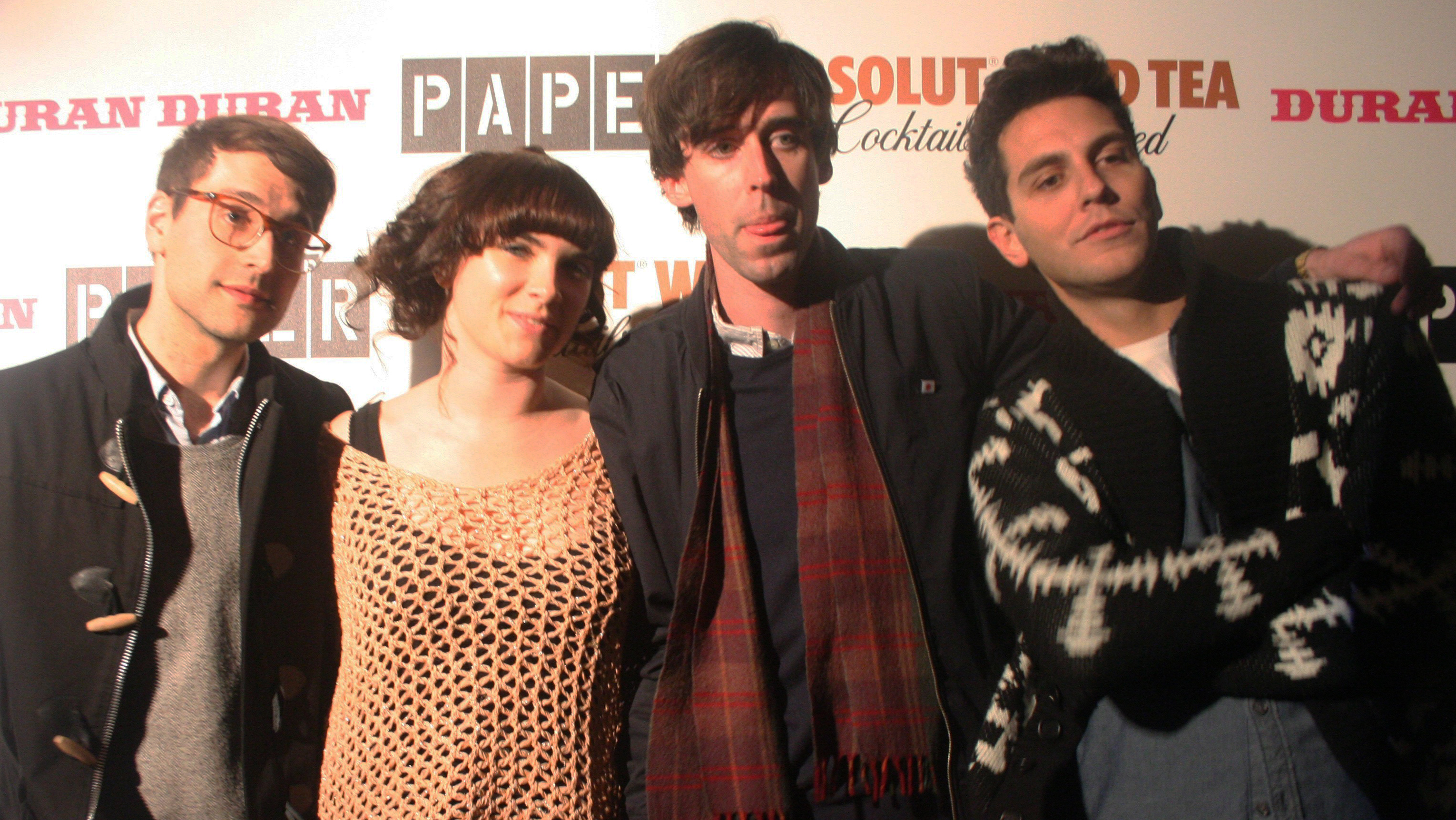
Cobra Starship in maart 2011.

| Album met eventuele hitnotering(en) in de Nederlandse Album Top 100 | Datum van verschijnen | Datum van binnenkomst | Hoogste positie | Aantal weken | Opmerkingen |
| ------------------------------------------------------------------- | --------------------- | --------------------- | --------------- | ------------ | ----------- |
| While the city sleeps, We rule the streets                          | 10-10-2006            | -                     |                 |              |             |
| ¡Viva la cobra!                                                     | 23-10-2007            | -                     |                 |              |             |
| Hot mess                                                            | 11-08-2009            | -                     |                 |              |             |
| Night shades                                                        | 29-08-2011            | -                     |                 |              |             |

### Singles
| Single met eventuele hitnotering(en) in de Nederlandse Top 40 | Datum van verschijnen | Datum van binnenkomst | Hoogste positie | Aantal weken | Opmerkingen                                                      |
| ------------------------------------------------------------- | --------------------- | --------------------- | --------------- | ------------ | ---------------------------------------------------------------- |
| Good girls go bad                                             | 11-05-2009            | 05-09-2009            | 19              | 8            | met Leighton Meester / Nr. 61 in de Single Top 100 / Alarmschijf |
| You make me feel...                                           | 08-08-2011            | 12-11-2011            | 22              | 6            | met Sabi / Nr. 58 in de Single Top 100 / Alarmschijf             |
| Never been in love                                            | 2014                  | 18-10-2014            | tip5            | -            | met Icona Pop                                                    |

| Single met hitnotering(en) in de Vlaamse Ultratop 50 | Datum van verschijnen | Datum van binnenkomst | Hoogste positie | Aantal weken | Opmerkingen          |
| ---------------------------------------------------- | --------------------- | --------------------- | --------------- | ------------ | -------------------- |
| Good girls go bad                                    | 2009                  | 26-09-2009            | tip4            | -            | met Leighton Meester |
| You make me feel...                                  | 2011                  | 10-12-2011            | 18              | 10           | met Sabi             |